# Magnum Photos
La Magnum Photos è una delle più importanti agenzie fotografiche del mondo. Fondata nel 1947 da Robert Capa, Henri Cartier-Bresson, David Seymour, George Rodger, William Vandivert e Rita Vandivert ha la forma giuridica di società cooperativa, che riunisce sessanta tra i migliori fotografi del mondo, anche con lo scopo di proteggere il diritto d'autore in ambito fotografico e la trasparenza d'informazione. Fino al 2014, amministratore delegato era l'italiano Giorgio Psacharopulo e dal 2011 al 2014, era italiano anche il presidente, il fotoreporter di guerra Alex Majoli. L'attuale dirigenza è composta da: Cristina de Middel (Presidente), Bruce Gilden (Vicepresidente New York), Mark Power (Vicepresidente Londra), Richard Kalvar (Vicepresidente Parigi), Alec Soth, Jim Goldberg, Carl de Keyzer, Alex Majoli, Richard Kalvar, Newsha Tavakolian, Mikhael Subotzky, Larry Towell, Emin Ozmen, Patrick Sutter (Rappresentante delle proprietà), Fiona Naylor (Direttore Indipendente) e Susan Meiselas (Magnum Foundation). L'etica professionale di Magnum prevede che le immagini scattate rimangano di proprietà del fotografo Magnum e non delle riviste dove esse vengono pubblicate, permettendo all'autore di scegliere soggetti, temi e orientare la produzione verso uno stile più aderente a quello del fotografo e libero da vincoli.

## Storia
L'agenzia nacque da un'idea di Robert Capa, che la comunicò ai colleghi quando s'incontravano al ristorante del Museum of Modern Art (MOMA) di New York. Il 22 maggio 1947 Capa, William e Rita Vandivert e Maria Eisner sancirono la fondazione del sodalizio. Il nome Magnum fu scelto sia perché i convenuti amavano accompagnare le loro discussioni con una bottiglia di vino francese, sia perché un nome espresso in latino conferiva forza mista a grandezza. Henri Cartier-Bresson, David Seymour e George Rodger erano assenti alla riunione del 22 maggio ma furono considerati ugualmente membri fondatori. I fondatori appartenevano a cinque nazionalità diverse (Capa ungherese, Cartier-Bresson francese, Seymour polacco, Rodger inglese, i Vandivert e Maria Eisner statunitensi) ed avevano acquistato grande sensibilità negli anni della seconda guerra mondiale, densi di avvenimenti sconvolgenti. La Magnum Photos nacque con due sedi, a New York e Parigi, a cui in seguito si aggiunsero Londra e Tokyo, per meglio organizzare le missioni dei fotografi.
I membri della cooperativa s'impegnarono sin dagli esordi a pretendere dagli editori il controllo della messa in pagina delle immagini e la verifica delle didascalie. Inoltre decisero di detenere la proprietà dei negativi, fatto nuovo per l'epoca. Ogni fotografo poteva decidere dove, come e per chi lavorare. La libertà d'azione significava anche poter concedersi reportage di ampio respiro, più personali, in cui l'autore potesse raccontare meglio, di più e in profondità. I fondatori si divisero le rispettive sfere d'influenza: Cartier-Bresson scelse l'Asia (con lunghi viaggi in Cina, India, Birmania e Indonesia), Seymour si concentrò sull'Europa, Rodger sull'Africa, mentre Capa, dall'America, rimase pronto a partire per ogni dove. Le forti personalità dei fondatori attirarono l'interesse di coloro, colleghi, che comprendevano la portata di un simile modo di pensare, da uomo e da fotografo, il proprio lavoro.
I servizi della Magnum si imposero subito per la capacità fresca e nuova di essere nel mondo e sulla notizia. Il circolo Magnum andò allargandosi, in cinque anni, aveva aggiunto giovani di talento come René Burri, Elliott Erwitt ed altri, acquisendo una fisionomia sempre più riconoscibile. Nessun fotografo è uguale all'altro e la forza del gruppo nasce proprio dalla diversa creatività e dalle imprese individuali di ognuno. Poiché questi reportage non trovano spesso spazio sufficiente sulle riviste, per molti autori la dimensione per esprimersi diventa quella più pensata e autonoma del libro o quella più libera e creativa della mostra. I risultati furono esperimenti, allora nuovi, di un modo di comunicare e vivere la fotografia, senza limiti e confini.
Grazie a questa politica incentrata sulla tutela del fotografo, sia legalmente che professionalmente, l'agenzia Magnum ha raccolto intorno a sé molti dei migliori fotografi, permettendogli di esprimere il personale significato di fotografia e il loro rapporto con il mondo documentato.
L'agenzia Magnum ha prodotto alcuni tra i più importanti e spesso drammatici reportage della seconda metà del XX secolo, documentando guerre (il Vietnam di Phillip Jones Griffiths), catastrofi etniche (la carestia in India di Werner Bischof) o eventi sociali (il movimento americano per i diritti civili di Leonard Freed), ma anche sottolineando, con personali e originali interpretazioni, alcuni aspetti della società non evidenziati dal giornalismo scritto, raccontando il mondo degli anziani (Martine Franck), la vita dei minatori in Bolivia (Ferdinando Scianna) oppure i curiosi ritratti canini di Elliott Erwitt.
A causa dell'impegno in prima linea dei propri membri, l'agenzia è stata funestata da episodi drammatici, quali la scomparsa nel primo decennio di vita di due soci fondatori, Robert Capa (saltato su una mina in Indocina) e David Seymour, oltre al già citato Werner Bischof.
Diventare membri dell'agenzia Magnum richiede la presentazione di un portfolio all'agenzia che nella riunione annuale deciderà se ammettere il fotografo ad un affiancamento di circa due anni con un fotografo membro, terminato il quale si acquisisce la carica di associato. Trascorsi ulteriori due anni, previo giudizio di un ulteriore portfolio, si diventa membri a tutti gli effetti, con il diritto di votare nelle annuali riunioni dell'agenzia. Il corrispondente è invece un fotografo non legato direttamente all'agenzia se non per lavori occasionali.

## Membri

### Fondatori
Nel 1947 parteciparono alla fondazione dell'agenzia i seguenti fotoreporter:
- Robert Capa
- Henri Cartier-Bresson
- David Seymour
- George Rodger
- Maria Eisner
- William Vandivert[10]
- Rita Vandivert

### Dal 1949 ad oggi
I fotografi che nel tempo hanno fatto parte dell'agenzia, sono:
- 1949: Werner Bischof, Ernst Haas
- 1951: Dennis Stock, Herbert List (contributor)
- 1954: Cornell Capa, Elliott Erwitt, Burt Glinn, Erich Hartmann
- 1955: Erich Lessing, Inge Morath, Marc Riboud
- 1957: Eve Arnold, William Eugene Smith
- 1958: Wayne Miller
- 1959: René Burri, Bruce Davidson, Ernst Haas
- 1960: Hiroshi Hamaya
- 1961: Sergio Larrain
- 1965: Constantine Manos
- 1967: Ian Berry, David Hurn, Marilyn Silverstone
- 1968: Bruno Barbey
- 1971: Philip Jones Griffiths
- 1972: Leonard Freed
- 1974: Paul Fusco, Josef Koudelka, Gilles Peress
- 1975: Sebastião Salgado
- 1977: Richard Kalvar, Guy Le Querrec
- 1979: Raymond Depardon, Alex Webb
- 1980: Susan Meiselas
- 1982: Eugene Richards
- 1983: Martine Franck, Chris Steele-Perkins
- 1985: Abbas
- 1986: Jean Gaumy, Harry Gruyaert, Peter Marlow, James Nachtwey (membro fino al 2001, anno in cui ha fondato l'agenzia VII), Steve McCurry
- 1988: Eli Reed
- 1989: Thomas Hoepker, Hiroji Kubota, Ferdinando Scianna, (inizio 1982[11])
- 1990: Stuart Franklin, Patrick Zachmann
- 1993: Larry Towell
- 1994: Carl De Keyzer, Nikos Economopoulos, Martin Parr, Gueorgui Pinkhassov
- 1997: David Alan Harvey, John Vink, Donovan Wylie
- 1998: Chien-Chi Chang, Alex Majoli, Lise Sarfati
- 1999: Bruce Gilden
- 2000: Thomas Dworzak
- 2001: Paolo Pellegrin
- 2004: Jonas Bendiksen[12]
- 2006: Jim Goldberg
- 2007: Mark Power, Trent Parke, Alessandra Sanguinetti
- 2008: Antoine d’Agata, Alec Soth,
- 2009: Cristina García Rodero
- 2010: Christopher Anderson
- 2011: Bieke Depoorter, Moises Saman, Mikheal Subbotzki
- 2012: Jacob Aue Sobol, Jerome Sessini.
- 2013: Olivia Arthur, Peter van Aghtmael
- 2015: Matt Black, Carolyn Drake, Richard Mosse, Newsha Tavakolian, Max Pinckers[13]
- 2017 Cristina de Middel, Emin Ozmen, Enri Canaj
- 2018: Sim Chi Yin, Gregory Halpern, Rafal Milach, Lua Ribeira, Lindokuhle Sobekwa[14], Sohrab Hura[15] (nominato nel 2014 diventa membro effettivo nel 2018). Lorenzo Meloni[15] (nominato nel 2015 diventa membro effettivo nel 2018)
- 2019: Nanna Heitmann, Zied Ben Romdhane
- 2020: Sabiha Cimen, Hanna Price, Khalik Allah, Colby Deal, Yael Martinez

## Libri sulla Magnum in italiano
- Collezione di volumi di grande formato: Magnum - La Storia - Le Immagini, Hachette Fascicoli, 2018, Vanves
- Russel Miller, Magnum - I primi cinquant'anni della leggendaria agenzia fotografica, Milano, Contrasto DUE, 2016, ISBN 978-88-6965-692-7.
- Brigitte Lardinois, Magnum Magnum, Milano, Contrasto, 2009, ISBN 978-88-6965-203-5.

## Mostre in Italia per i 70 anni della Magnum
- 2017: Torino, L’Italia di Magnum. Da Henri Cartier Bresson a Paolo Pellegrin, (3 marzo - 21 maggio), Camera – Centro per la Fotografia[16]
- 2017: Cremona, Life - Magnum. Il fotogiornalismo che ha fatto la storia, (3 marzo - 11 giugno), Museo del violino[16][17]
- 2017: Brescia, Magnum's First; Magnum - la première fois; Brescia Photos con le foto di Garry Gruyaert, Alex Majoli e Chris Steele-Perkins, (7 marzo - 3 settembre), Museo di Santa Giulia[18][19][20][21]